# جيرالد سمول
جيرالد سمول (بالإنجليزية: Gerald Small)‏ هو لاعب كرة قدم أمريكية أمريكي، ولد في 10 أغسطس 1956 في واشنطن في الولايات المتحدة، وتوفي في 27 سبتمبر 2008 في ساكرامنتو في الولايات المتحدة.

## وصلات خارجية
- جيرالد سمول على موقع مرجع كرة القدم المحترفة.كوم (الإنجليزية)